# Вулф-Самміт (Західна Вірджинія)
Вулф-Самміт (англ. Wolf Summit) — переписна місцевість (CDP) в США, в окрузі Гаррісон штату Західна Вірджинія. Населення — 214 особи (2020).

## Географія
Вулф-Самміт розташований за координатами 39°16′56″ пн. ш. 80°27′44″ зх. д. / 39.28222° пн. ш. 80.46222° зх. д. (39.282134, -80.462109).  За даними Бюро перепису населення США в 2010 році переписна місцевість мала площу 0,94 км², уся площа — суходіл.

## Демографія
Згідно з переписом 2010 року, у переписній місцевості мешкали 272 особи в 117 домогосподарствах у складі 78 родин. Густота населення становила 288 осіб/км².  Було 127 помешкань (135/км²).
Расовий склад населення:
| - 98,2 % — білих - 1,1 % — чорних або афроамериканців |

До двох чи більше рас належало 0,7 %. Частка іспаномовних становила 0,0 % від усіх жителів.
За віковим діапазоном населення розподілялося таким чином: 20,2 % — особи молодші 18 років, 54,8 % — особи у віці 18—64 років, 25,0 % — особи у віці 65 років та старші. Медіана віку мешканця становила 44,1 року. На 100 осіб жіночої статі у переписній місцевості припадало 94,3 чоловіків;  на 100 жінок у віці від 18 років та старших — 92,0 чоловіків також старших 18 років.
Цивільне працевлаштоване населення становило 48 осіб. Основні галузі зайнятості: роздрібна торгівля — 31,3 %, науковці, спеціалісти, менеджери — 27,1 %, транспорт — 20,8 %, будівництво — 20,8 %.